# Eugalta furcifera
Eugalta furcifera är en stekelart som först beskrevs av Charles Thomas Bingham 1895.  Eugalta furcifera ingår i släktet Eugalta och familjen brokparasitsteklar. Inga underarter finns listade i Catalogue of Life.